# Esquay-Notre-Dame
Esquay-Notre-Dame è un comune francese di 1 442 abitanti situato nel dipartimento del Calvados nella regione della Normandia.

## Società

### Evoluzione demografica
Abitanti censiti